# قفل مدی

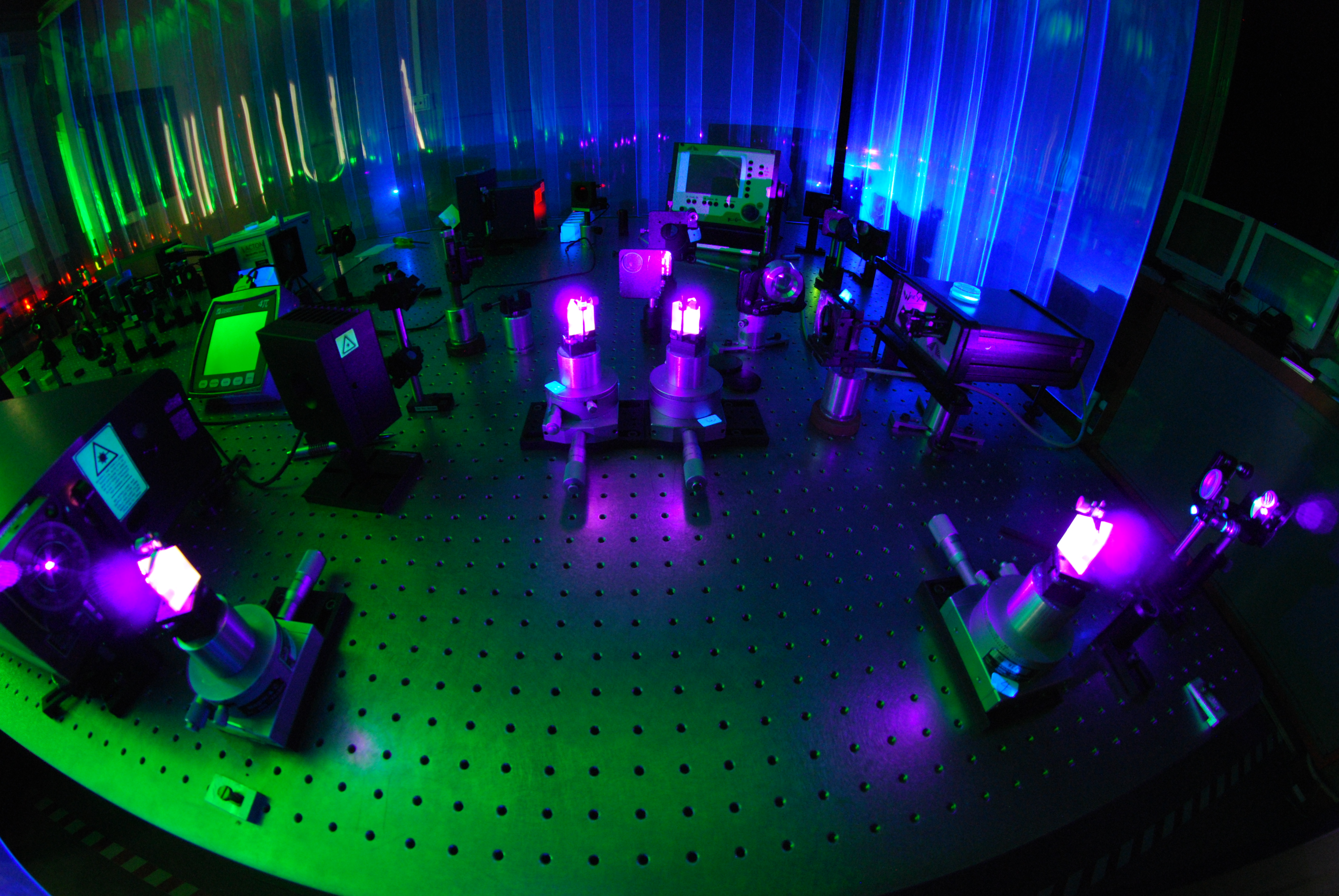
لیزر فمتوثانیه‌ای و فشرده‌ساز پالس، آزمایشگاه اپتیک، INRIM

قفل مُدی (به انگلیسی: Mode-locking) یک تکنیک در اپتیک است که به وسیله آن یک لیزر می‌تواند پالس‌هایی از نور را در مدت خیلی کوتاه، در مرتبه پیکوثانیه ({\displaystyle 10^{-12}s}) یا فمتوثانیه({\displaystyle 10^{-15}s})، تولید کند.
پایه این تکنیک رابطه فاز ثابت بین حالت‌های طولی از کاواک تشدیدگر لیزر است.
تمام لیزرها در برخی از پهنای باند طبیعی یا طیف از فرکانس‌ها تولید نور می‌کنند. پهنای باند لیزر عمدتاً از متوسط بهره و طیف‌ها فرکانس تعیین می‌شود که به آن «بهره باند» می‌گویند.

## تاریخچه
لیزرهای قفل مدی تاریخچه‌ای طولانی دارند که به کارهای گارز و مولر در ۱۹۶۳ برمی گردد. با این حال اولین بیانیه از پایهٔ این پدیده، یک سال بعد در کارهای لامبز دیده شد که قفل مدی سه مد را بررسی کرده بود. در این بازهٔ زمانی، لیزرها به صورت تحلیلی در قلمرو فرکانسی مورد بررسی قرار گرفتند و مشخص شد که لیزرها، مدهای طولی چندگانه، شبیه به اتالن فابری پرو دارند. دیدومنکو پیشگویی کرد که اگر مدهای یک کاواک بتوانند به گونه‌ای تشکیل شوند که رابطه فازی ثابتی با همدیگر داشته باشند، یعنی اگر بتوانند با یکدیگر قفل شوند (سرچشمهٔ عبارت قفل مدی)، می‌توان از رابطه تبدیل فوریه میان دو قلمرو زمانی و فرکانسی، به یک پالس کوتاه در زمان دست یافت مستقل از کارهای دیدومنکو، نخستین لیزر قفل مدی به صورت تجربی توسط هارگرو، فورکو پولاک ساخته شد، هنگامی که آن‌ها یک مدولاتور آکستواپتیک را برای مدوله کردن تلفات (قفل مدی AM) درون یک کاواک لیزری به کار بردند که نرخ مدولاسیونی برابر نرخ تکرار کاواک داشت. در همان سال، هریسو تارگ برای به دست آوردن قفل مدی FM، یک مدولاتور فرکانسی را درون یک کاواک لیزری به کار گرفتند.
کارهای تئوری بر روی قفل مدی FM، درست پس از نخستین کارهای تجربی، توسط هریس و مک داف انجام شد. در ۱۹۶۵، پس از اینکه موکر و کولینز دریافتند که رنگینه قابل اشباع که برای Q-سوییچ کردن لیزرهای یاقوت قرمز به کار می‌رفت، همچنین می‌تواند برای قفل مدی کردن لیزر به کار رود، نخستین لیزر قفل مدی کنش پذیر را اختراع کردند. در این کار، موکر و کولینز دریافتند که پالس Q-سوییچشان به پالس‌های کوتاه تری شکافته می‌شود. با این حال این نمونه از قفل مدی پدیده‌ای گذرا و غیرقابل پیش‌بینی بود. مک کلور بررسی کرد که چگونه کارکرد لیزر به طول کاواک و مکان مدولاتور در کاواک بستگی دارد و احتمالاً نخستین کسی بود که قفل مدی در هماهنگ‌های بالاتر را به دست آورد. قفل مدی لیزر در نرخ تکرار بالاتر از نرخ تکرار پایه کاواک، با جزییات بیشتر در ۱۹۸۶ توسط هیرانو و کیمورا بررسی شد که نشان داد که سه روش مفید برای بالا بردن نرخ تکرار، کاهش طول کاواک، ساخت یک کاواک جفت شده و درایو کردن مدولاتور در نرخ تکرار بالاتر از نرخ تکرار اصلی کاواک است. سرانجام هفت سال پس از نخستین آزمایش قفل مدی کنش پذیر، ایپن، شانک و داینس نخستین کسانی بودند که لیزر قفل مدی کنش پذیر با قطار پالسی پایدار را در ۱۹۷۲ ساختند.
همهٔ کارهای تئوری اولیه روی قفل مدی، منحصراً در قلمرو فرکانسی انجام گرفته بود. اگر چه چنین طرز عملی نتایج بسیار عالی برای لیزرهای پیوسته (برای نمونه لامبز قادر به پیشگویی پهن شدگی دوپلری و توضیح چال سوزی بود) و حتی برای قفل مدی (دیدومنکو قادر به پیشگویی قفل مدی AM و هریس و مک داف قادر به توضیح قفل مدی FM بودند) در گذشته آورد، اما نیاز به یک روند در قلمرو زمانی نیز وجود داشت. در ۱۹۷۰، کویژنگا و سیگمن چنین روشی را در قلمرو زمانی برای قفل مدی کنش گر انجام دادند. چنین روندی آن‌ها را به پیشگویی شکل و پهنای پالس‌های قفل مدی شده به روشی ساده قادر ساخت و همچنین به صورت تجربی نیز تأیید شد. با به‌کارگیری روشی که کویژنگا و سیگمن به کار گرفته بودند، کیم، ماراسه و رابسون نشان دادند که پالس‌ها باید به صورت یک تابع هرمیت-گوسی باشند و شکل گوسی پالس فرض شده توسط کویژنگا و سیگمن، تنها یک خانواده از حل‌های مجاز است. دو سال بعد، هاوس نشان داد که توابع هرمیت-گوسی مراتب بالاتر ناپایدارند و بنابراین تنها شکل پالس گوسی از نظر فیزیکی قابل دست یابی است. به علاوه هاوس تلاش کرد تا توصیف‌های قلمرو فرکانسی و زمانی قفل مدی را با هم وفق دهد. پس از آن، هاوس نخستین شیوه تحلیلی برای لیزرهای پیوسته قفل مدی شده کنش پذیر را با فرض یک جاذب اشباعی سریع و با به‌کارگیری شیوهٔ قلمرو زمانی سیگمن پیشرفت داد.
در نهایت در ۱۹۹۱، اثرات فضایی-زمانی برای تولید پالس‌های ۶۰ فمتوثانیه‌ای با کریستال Ti:Sapphire هم به عنوان محیط بهره و هم به عنوان قفل مدی‌کننده به کار گرفته شد. در این روش، که به عنوان قفل مدی عدسی کر (KLM) شناخته می‌شود، بهرهٔ بالاتر در یک ناحیهٔ فضایی کوچک متمرکز می‌شود (KLM روزنه نرم) یا یک روزنه در پشت محیط بهره قرار می‌گیرد (KLM روزنه سخت) تا نورهایی که به اندازه کافی جایگزیده نیستند را حذف کند. اثر غیر خطی خود کانونی شوندگی، برای غلبه بر اثر کنش پذیر پهن شدگی پراش-القا برای شدت‌های بالا به کار می‌رود. با وارد کردن یک روزنه، سخت یا نرم، کارکرد پالسی بر روی کارکرد پیوسته قرار می‌گیرد و لیزر به صورت کنش پذیر قفل مدی می‌شود. کوتاه‌ترین پالس تولید شده تاکنون از این شیوه قفل مدی به دست آمده‌است که دارای نرخ تکرار کمتر از ۱۰۰ مگاهرتز است.

## لیزرهای فیبری قفل مدی
با وجود اینکه نخستین لیزر فیبری در ۱۹۶۱ با به‌کارگیری یک فیبر با هسته بزرگ با آلایش نئودیمیوم ساخته شد، نخستین لیزر فیبری قفل مدی در ۱۹۸۳ ساخته شد. در ۱۹۸۴، مولناور و استولن یک کاواک فیبری کمکی را به یک لیزر قفل مدی اضافه کردند که قادر به تولید پالس‌های ۲۱۰ فمتوثانیه‌ای شدند. این به اصطلاح «لیزر سولیتون»، اثر خود مدولاسیون فازی درون فیبر اپتیکی را برای تولید یک فاز وابسته به شدت روی پالس گذرنده از درون فیبر به کار می‌برد. هنگامی که پالس چرپ شده دوباره به کاواک اصلی وارد می‌شد، با مشابه غیر چرپ خودش تداخل می‌کرد. با تنظیم طول کاواک، در مرکز پالس تداخل سازنده رخ می‌داد در حالی که در لبه‌های پالس تداخل ویرانگر به وجود می‌آمد که به باریک شدن پالس در هر پیمایش کاواک می‌انجامید. پایه تئوری کارکرد این لیزر، تولید پالس‌های سولیتونی را مجاز می‌دانست که تنها برای رژیم پاشندگی غیرمعمول مناسب بود. با این حال بلو و وود نشان دادند که لزوماً پاشندگی معمول نیاز نیست. این شیوه قفل مدی، به دلیل تداخل در شکافنده پرتو (که از جمع میدان‌ها نتیجه می‌شود) که همانند جاذب اشباعی تند به یک تلفات وابسته به شدت سریع می‌انجامد، به قفل مدی پالس اضافه شونده (APM) نامگذاری شد. به علاوه، همانند قفل مدی بر پایهٔ جاذب اشباعی، این شیوه نیز به تولید پالس‌های سکانت هایپربولیک می‌انجامد.
در دههٔ ۱۹۸۰، دانسته شد که پالس‌های تولید شده توسط لیزرهای قفل مدی کنش گر، بیشتر با پروفایل سکانت هایپربولیک سازگارند تا با پروفایل گوسی که با تئوری‌های قبلی پیشگویی شده بود. این اثر به دلیل وجود پاشندگی و اثرات غیرخطی در کاواک لیزر بود. در ۱۹۸۶، هاوس و سیلبربرگ کوشیدند تا به صورت تحلیلی این اثرات را به درون لیزرهای قفل مدی شده AM که در رژیم پاشندگی غیرمعمول کار می‌کردند وارد کنند. در این کار فرض کرده بودند که شکل پالس تنها توسط افزاره‌های کاواک تعیین می‌شود و نقش مدولاتور را نادیده گرفته بودند. اگرچه کارشان در مورد لیزرهای قفل مدی AM به کار رفته بود، نتایج کارشان همچنین قابل به‌کارگیری در مورد لیزرهای قفل مدی FM است.
نخستین لیزر فیبری قفل مدی FM توسط گیستر و اولریخ در ۱۹۸۸ گزارش شد. در همان سال، فیلیپس، فرگوسن و هانا نیز یک لیزر قفل مدی FM ارائه کردند. در ۱۹۸۹ کافکا، بیر و هال نخستین لیزر قفل مدی AM را با به‌کارگیری یک کاواک حلقوی ساختند. در سال‌های بعد، پیشرفت‌های زیادی در لیزرهای فیبری با به‌کارگیری کاواک‌های گوناگون انجام گرفت. در ۱۹۹۰، دالینگ لیزر به شکل ۸ که بر پایهٔ APM و یک تداخل سنج سانیاک فیبری کمکی برای تولید پالس‌های قفل مدی بود را ساخت. در این لیزر، یک کوپلر فیبری یک پالس را به دو بخش جدا می‌کند که در جهت‌های مخالف در یک تداخل سنج سانیاک انتشار یافته و پیش از وارد شدن دوباره به کاواک حلقوی تک سویه، در کوپلر با هم تداخل می‌کنند.
به‌کارگیری زیرکانه‌ای از تکنیک قفل مدی APM، توسط هوفر و همکارانش در ۱۹۹۱ با به‌کارگیری یک پالس قطبیده بیضوی درون یک فیبر تک مد استاندارد انجام گرفت. در این لیزر، یک پالس قطبیده خطی، به کمک تیغه‌های موجی یا هر ابزار چرخانندهٔ قطبش، به یک پالس قطبیده بیضوی تبدیل می‌شود. دو مؤلفه قطبشی پالس سپس تحت اثرات خود مدولاسیون فازی (SPM) و مدولاسیون فازی متقاطع (XPM) در یک فیبر اپتیکی درون یک کاواک لیزری انتشار می‌یابند. سپس پالس از درون یک پلاریزور می‌گذرد که به گونه‌ای تنظیم شده‌است که لبه‌های پالس، تلفات زیادی تجربه می‌کنند در حالی که قله پالس با کمینه تلفات از آن می‌گذرد. اگرچه این گونه لیزر بر پایهٔ مکانیسم APM (میان دو مؤلفه قطبشی) کار می‌کند، عمدتاً به دلیل کارکردی که فیبر روی پالس انجام می‌دهد، به لیزر قفل مدی چرخش قطبش غیرخطی (NLPR) نامیده می‌شود. لیزر حلقوی قفل مدی تمام فیبری با کاواک تک سویه، نخستین بار توسط تامورا، هاوس و ایپن در ۱۹۹۲ با به‌کارگیری مکانیسم NLPR ساخته شد. مهم‌ترین مزیت لیزرهای به شکل ۸ و لیزرهای فیبری حلقوی نسبت به لیزر APM اصلی این است که این لیزرها خود آغاز شونده‌اند. به علاوه از آن جا که راه نوری برای هر دو پالس در این لیزرها یکی است، این لیزرها به پسخورد یا پایدارسازی کنش گر نیاز ندارند. همچنین، این لیزرها کاملاً بر پایهٔ اثرات غیرخطی فیبر کار می‌کنند که برای تولید پالس‌های فمتوثانیه، زمان پاسخ تقریباً آنی دارند. در حال حاضر، رکورد کوتاه‌ترین پالس از لیزرهای فیبری ۳۳ فمتوثانیه است که با استفاده از یک لیزر با آلایش ایتربیوم در ۲۰۰۶ به دست آمده‌است.
در ۱۹۹۳، نخستین لیزر فیبری پالس کشیده توسط تامورا، ایپن و هاوس ساخته شد. در این لیزر قطعه‌ای فیبر با پاشندگی معمولی، در کاواکی با فیبرهای با پاشندگی غیرمعمول به کار رفته‌است. پالس‌های تولید شده از این لیزر با مدیریت-پاشندگی، معمولاً با شکل گوسی سازگارتر است تا با شکل سکانت هایپربولیک. به علاوه این لیزرها قادر به تولید توان‌های حدود ۱۰۰ برابر بیشتر از لیزرهای با کاواک با پاشندگی غیرمعمول‌اند؛ بنابراین این روش برای ساخت لیزرهای با توان بالاتر مناسب است. از آن جا که پالس‌ها در این گونه لیزر در طول پیمایش در کاواک دو بار کشیده و فشرده می‌شوند، این لیزر، لیزر فیبری پالس کشیده نامیده می‌شود.
در ۲۰۰۴، ایلدی و همکارانش دریافتند که با طراحی دقیق کاواک، با استفاده از شبیه‌سازی‌های عددی و بهینه‌سازی‌ها، گونهٔ دیگری از لیزر فیبری پالس کشیده با پاشندگی خالص معمولی می‌تواند در مد متفاوتی کار کند که در آن کوتاه‌ترین پالس‌ها در محلی مخالف مکان پالس‌ها چنانچه در کارکرد پالس کشیده مورد انتظار است تشکیل می‌شوند. نام این لیزر توسط طراح آن "لیزر فیبری Similariton" گذاشته شد که به این دلیل است که پالس‌ها در آن به‌طور خود-متشابه انتشار می‌یابند. دامنه و فاز Similariton، که همچنین پالس‌های خود-متشابه نامیده می‌شوند، شکل خود (ولی نه پهنا یا توان قله) را در انتشار حفظ می‌کنند. به عبارت دیگر، پالس‌ها در هر موقعیت (فضایی) می‌توانند به عنوان نسخه‌ای از پالس‌ها در هر موقعیت (فضایی) دیگر باشند. در یک تقویت‌کننده اپتیکی، پروفایل زمانی و طیفی پالس‌ها شکل سهموی به خود می‌گیرند در حالی که پالس دارای چرپ خطی است.

## نمونه لیزر فمتوثانیه
به عنوان مثال، یک لیزر هلیوم نئون معمولی دارای پهنای باند افزایش در حدود ۱٫۵ گیگاهرتز (محدوده طول موج در حدود {\displaystyle 0.002} نانومتر در طول موج مرکزی از ۶۳۳ نانومتر) در حالی که یک یاقوت کبود تیتانیوم داپ شده(Ti:Shapphire) لیزر حالت جامد دارای پهنای باند حدود 128 THz (محدوده طول موج ۳۰۰ نانومتر در اطراف ۸۰۰ نانومتر).
عامل دوم که تعیین فرکانس انتشار لیزر در حفره نوری است، در ساده‌ترین حالت، این شامل دو سطح (تخت) آینه‌های رو در روی یکدیگر، در اطراف محیط بیهره حاصل از لیزر می‌باشد (این تنظیم به عنوان یک حفره فابری-پروت شناخته می‌شود).
دومین فاکتور برای تعیین یک گسیل فرکانسی لیزر از کاواک اپتیکی می‌باشد که ساده‌ترین مثال کاواک فابری پرو می‌باشد.
امواج ایستا تشکیل شده از یک مجموعه گسسته از فرکانس‌ها، که به عنوان مد طولی شناخته شده‌اند.
وقتی که لیزر بیش از یک LM تشدید می‌شود می‌گویند لیزر به صورت Multi – mode عملکرده‌است و وقتی لیزر فقط یک LM تشدید می‌شود می‌گویند لیزر به صورت Single – mode عملکرده‌است.

## لیزرهای قفل مدی با نرخ تکرار بالا
در ۱۹۹۸، کولینگز، برگمن و ناکس یک لیزر با آلایش اربیوم/ایتربیوم با نرخ تکرار اصلی ۲۳۵ مگاهرتز با به‌کارگیری یک بازتابنده براگ اشباعی (SBR) برای قفل مدی کردن کنش پذیر کاوک، ساختند. با افزایش توان پمپ، لیزر به صورت هماهنگ قفل مدی شد: تعداد پالس‌های چرخنده در کاواک از یک پالس به یازده پالس افزایش یافت و نرخ تکرار به ۶/۲ مگاهرتز رسید [۱]. اگرچه دیگر لیزرهای فیبری به چنین نرخ تکراری رسیده‌اند، کاواک‌های بلندتر و هماهنگ‌های بسیار بالاتر به کار برده‌اند. برای نمونه، گری و همکارانش در ۱۹۹۵ به قطار پالس‌های ۵۲۶ مگاهرتزی با افزایش توان پمپ در یک لیزر فیبری اربیوم/ایتربیوم قفل مدی رسیدند که در هماهنگ تقریباً پنجاهمش کار می‌کرد. دو سال بعد، گرادینین وگری یک آینهٔ جاذب اشباعی نیم رسانا را برای کمک به افزایش نرخ تکرار تا بیش از ۲ گیگاهرتز به کار بردند که این لیزر در هماهنگ ۳۹۶امش کار می‌کرد.
با این حال کمبودهایی در قفل مدی هماهنگ بالا وجود دارد: به افزایش جیتر زمانی و افت و خیزهای دامنه تمایل دارد و مستعد برهمکنش‌های ویرانگر پالس-پالس است. مزیت لیزر قفل مدی کنش پذیر با کاواک کوتاه این است که برخی از این نقایص را حذف و برخی را به میزان زیادی کاهش می‌دهد. در واقع، با حذف فیبر از کاواک، کراینر و همکارانش یک لیزر Nd:YVO4 را به‌طور کنش پذیر در نرخ تکرار اصلی بالای ۱۰ گیگاهرتز قفل مدی کردند و حتی به تولید پالس‌های با نرخ تکرار ۱۶۰ گیگاهرتز نیز رسیدند.

## قفل مدی
قفل مدی روشی در اپتیک است که با آن می‌توان پالس‌های لیزری فوق کوتاه با پهنای زمانی در مرتبه پیکوثانیه ({\displaystyle 10^{-12}s}) و فمتوثانیه ({\displaystyle 10^{-15}s}) تولید کرد. پایهٔ این روش، القای یک رابطه فازی ثابت میان مدهای کاواک لیزری است. تداخل میان این مدها، به تولید قطاری از پالس‌های لیزری فوق کوتاه می‌انجامد. به لیزرهایی که بر پایهٔ این روش کار می‌کنند، لیزرهای قفل مدی یا لیزرهای قفل فازی گفته می‌شود.

## مد قفلی هیبریدی
در برخی از لیزرهای نیمه رسانا یک ترکیبی از دو تکنولوژی می‌تواند استفاده شود. یک لیزر با جاذب اشباع استفاده شود، و مدوله کند تزریقات الکتریکی در بعضی فرکانس‌ها که لیزر در آن‌ها قفل شده، که لیزر می‌تواند به وسیلهٔ تزریق الکتریکی تثبیت شود.
برای تولید قفل مدی در یک لیزر به دو دسته فعال و غیرفعال طبقه‌بندی می‌شود که متد فعال شامل استفاده یک سیگنال خارجی برای وارد کردن مدولاسیون از نور (به انگلیسی: intra – cavity)می‌باشد و متد غیرفعال از یک سیگنال خارجی استفاده نمی‌کند.
حالت قفل شده عملی لیزر:
مهم‌ترین آن‌ها عبارتند از پراکندگی کلی از تشدیدکننده‌های نوری لیزر، که می‌تواند با یک کمپرسور منشور یا آینه متفرق‌کننده قرار داده شده در حفره کنترل، و غیر خطی نوری. برای بیش فاصلهٔ پراکندگی تأخیر گروه (GDD) از کاواک لیزر، فازی از مد کاواک را نمی‌توان بیش از یک پهنای باند بزرگ قفل کرد، و آن برای به دست آوردن پالس‌های بسیار کوتاه دشوار خواهد بود. مدت زمان پالس کوتاه تری امکان‌پذیر است که معمولاً برای پراکندگی صفرانجام می‌گیرد یا برای برخی که پراکندگی کمی منفی دارند.
دیگر دستاوردها، به ویژه برای برنامه‌های کاربردی لیزر، نگرانی از توسعه مد قفل لیزر است که می‌تواند با دیود لیزر پمپ شود، که می‌تواند قدرت بسیار بالا متوسط خروجی (ده وات) در پالس‌های زیر پیکو ثانیه تولید کند، یا قطار پالس با نرخ تکرار بسیار بالا تولید کند.

## مدهای کاواک لیزری
اگرچه لیزرها معمولاً به عنوان نور تک فرکانس شناخته می‌شوند، با این حال دارای یک پهنای طول موجی هستند. این پهنای طول موجی نخست با پهنای طول موجی محیط بهره تعیین می‌شود. این پهنای طول موجی، بازه‌ای از طول موج‌ها است که محیط بهره قابلیت تقویت نور را روی آن دارد. برای نمونه، پهنای فرکانسی محیط بهره در لیزر گازی هلیوم-نئون حدود ۱/۵ گیگاهرتز است که معادل با پهنای طول موجی {\displaystyle 0.002}نانومتر است. همچنین پهنای طول موجی محیط بهره در Ti:Sapphire که یک لیزر حالت جامد است، در حدود ۳۰۰ نانومتر در طول موج مرکزی ۸۰۰ نانومتر است.
فاکتور دوم که طول موج گسیل لیزر را مشخص می‌کند، کاواک اپتیکی لیزر است. در ساده‌ترین مورد، این کاواک شامل دو آینهٔ تخت است (کاواک فابری پرو) که روبروی یکدیگر و در اطراف محیط بهره قرار گرفته‌اند. به دلیل پدیدهٔ موجی بودن، نور در برخورد با آینه‌ها و حرکت در میان آن‌ها به‌طور سازنده یا ویرانگر با خود تداخل می‌کند که به تشکیل موج ایستاده در میان آینه‌ها می‌انجامد. این موج ایستاده، مجموعهٔ گسسته‌ای از بسامدها را تشکیل می‌دهد که مدهای طولی کاواک نامیده می‌شوند. این مجموعهٔ فرکانسی (مدها)، تنها فرکانس‌هایی از نوراند که می‌توانند در گردش درون کاواک، خود را باز-تولید کنند در حالی که فرکانس‌های دیگر به دلیل تداخل ویرانگر حذف می‌شوند. برای یک کاواک فابری پرو ساده با فاصله میان آینه‌ای L، مدهای مجاز آن دسته از پرتوهایی هستند که برای آن‌ها طول کاواک، مضرب درستی از نصف طول موج باشد (). که در آن q عدد درستی است که مرتبهٔ مد نامیده می‌شود. در عمل، به دلیل اینکه طول کاواک از طول موج نور بسیار بزرگتر است، مرتبه مد کاواک در حدود ({\displaystyle 10^{5}})تا ({\displaystyle 10^{6}})است. در این کاواک فاصلهٔ طول موجی میان دو مد همسایه از رابطه زیر به دست می‌آید:
ν=c/2L∆
که در آن c سرعت نور در کاواک است.
برای نمونه با به‌کارگیری رابطه بالا در یک کاواک با جدایی آینه ۳۰ سانتی‌متر، جدایی فرکانسی میان مدهای طولی ۵/۰ گیگاهرتز است؛ بنابراین برای یک لیزر هلیوم-نئون، این کاواک سه مد طولی و برای لیزر Ti:Sapphire، این کاواک تقریباً ۲۵۰۰۰۰ مد را پشتیبانی می‌کند. لیزرهایی که در آن‌ها بیش از یک مد طولی برانگیخته می‌شود لیزر چند مده و لیزری که تنها از یک مد طولی پشتیبانی می‌کند لیزر تک مد نامیده می‌شود.
هر یک از این مدهای طولی یک پهنای فرکانسی برای خود دارند که معمولاً با فاکتور کیفیت کاواک تعیین می‌شود که این پهنا بسیار کوچکتر از فاصله جدایی میان مدها است.

## تئوری قفل مدی
اگر تعداد زیادی مد طولی با فرکانس‌های کمی متفاوت به‌طور هم فاز با یکدیگر ترکیب شوند، پالسی با طول زمانی بسیار کوچک به دست خواهد آمد. در این حالت، در جاهایی که بیشینه‌های این مدها روی یکدیگر قرار می‌گیرند تداخل سازنده رخ داده و پالسی با توان قله بالا و پهنای زمانی بسیار کوچک به دست می‌آید. در مواردی که مدهای تداخل‌کننده با یکدیگر به‌طور غیرهم فاز تداخل کنند، مدها به یکدیگر قفل نمی‌شوند و خروجی لیزر به صورت موج پیوستهٔ بسیار نویزی در خواهد آمد

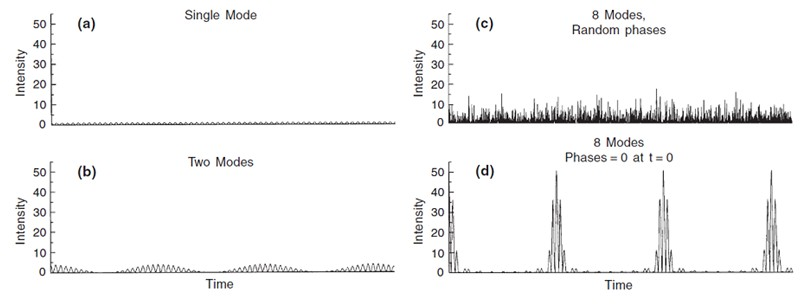
نمایش تأثیر رابطه فازی میان مدها بر شدت نوسان.

شکل بالا: نمایش تأثیر رابطه فازی میان مدها، بر شدت نوسانی به دست آمده
بسته به روش انجام قفل مدی و پارامترهای گوناگون، پالس‌های تولید شده می‌توانند به گونهٔ قفل مدی پیوسته، که در آن پالس‌های تولیدی از نظر شکل و توان قله با یکدیگر تقریباً برابرند (شکل a)، یا به گونهٔ قفل مدی Q-سوییچ، که در آن پالس‌ها به صورت دسته‌هایی در می‌آیند، باشند (شکل؛ b).

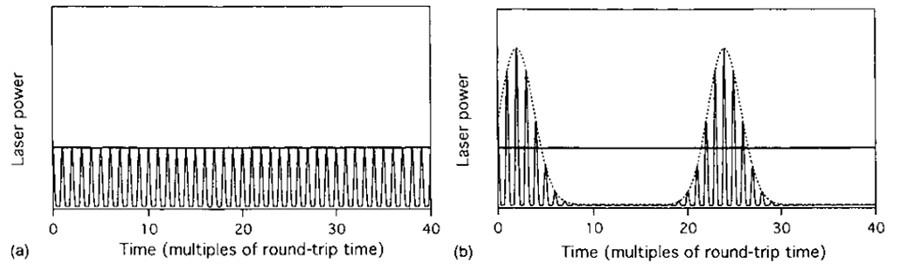
نمایش پالس‌های قفل مدی الف) پیوسته و ب) Q-سوییچ.

شکل بالا: نمایش پالس‌های قفل مدی الف) پیوسته و ب) Q-سوییچ

## قفل مدی کنش گر و کنش پذیر
روش‌های قفل مدی از نظر فرایند تولید پالس به دو دسته کلی قفل مدی کنش گر و قفل مدی کنش پذیر دسته‌بندی می‌شوند. لیزرهای فیبری می‌توانند به صورت کنش گر قفل مدی شوند هنگامی که یک مدولاتور درون کاواک، مدولاسیون دامنه یا فاز انجام دهد که در این حالت، به کنترل خارجی مانند گرفتن پسخورد و انجام مدولاسیون با دستگاه‌های الکترونیکی نیاز است. به‌طور وارون، هنگامی که افت و خیزهای شدتی به همراه پدیده‌های غیرخطی درون فیبر تلفات کاواک را، بدون کنترل خارجی، مدوله کنند، لیزر به صورت کنش پذیر قفل مدی می‌شود.
در مقایسه با قفل مدی کنش پذیر، قفل مدی کنش گر به‌طور نوعی پالس‌های با پهنای زمانی بلند تری تولید می‌کند. یکی از معایب این گونه روش تولید پالس، نیاز به به‌کارگیری یک مدولاتور اپتیکی و درایورهای مدولاتور و همچنین گاهی نیاز به دستگاه‌های هم‌زمان‌سازی است. با این حال از سوی دیگر، هنگامی که به هم‌زمان‌سازی قطار پالس‌های اپتیکی با برخی سیگنال‌های الکترونیکی نیاز است، یا هنگامی که برخی از لیزرها به کارکرد هم‌زمان نیاز دارند، راه حل مناسب استفاده از قفل مدی کنش گر است؛ بنابراین، در زمینهٔ ارتباطات فیبر نوری، معمولاً از لیزرهای قفل مدی کنش گر استفاده می‌شود.

## کاربردها
- تولید ساختارهای سه بعدی: در این روش لیزری پالسی به پلیمری حاوی یون نقره تابیده می‌شود که موجب تبدیل یون‌ها به نانوبلور می‌گردد. برای این کار از یک لیزر بسیار کوتاه و قدرتمند استفاده می‌کنند تا الگوهایی سه بعدی از نقره درون مواد تولید کنند. این مواد می‌توانند به‌عنوان واحدهای سازنده در تولید البسه نامرئی‌کننده استفاده شود.
- درمان کراتوکونوس با ترکیبی از کراتوپلاستی لاملار قدامی عمقی با لیزر فمتوثانیه و با حباب بزرگ (big-bubble)
-اپتیک غیر خطی، مانند نسل دوم هارمونیک، پارامتری کردن تبدیل، اسیلاتورهای پارامتری نوری، و نسل تابش تراهرتز.
-ذخیره‌سازی داده‌ها با استفاده از لیزر، و فناوری‌های در حال ظهور از ذخیره‌سازی داده‌های نوری 3D.
-حفظ و مرمت آثار نقاشی روی چوب
-درمان آستکماتیسم چشم
-میکروسکوپ دو فوتون
-همجوشی هسته‌ای.
-جراحی قرنیه

## فمتوثانیه لیزر
لیزرهای فمتوثانیه به لیزرهایی گفته می‌شود که طول پالس آن‌ها از مرتبه چند فمتوثانیه تا چند صد فمتوثانیه باشد، این لیزرها زیرمجموعه لیزرهای فوق سریع با پالس‌های فوق کوتاه قرار می‌گیرند، معمولاً لیزرهای فمتوثانیه به روش قفل مُد انفعالی تولید می‌شوند؛

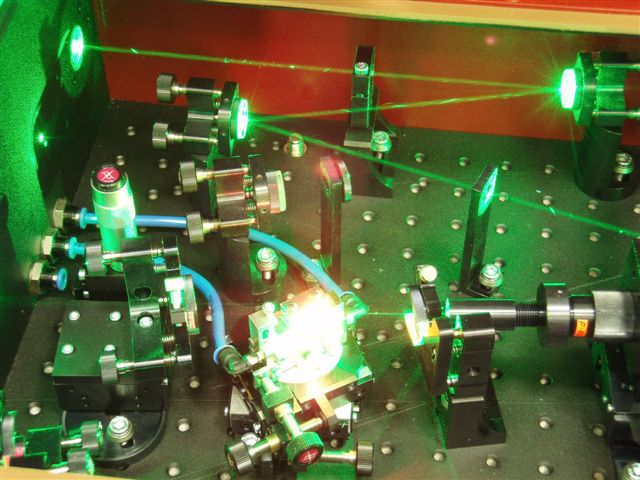
چیدمان آزمایشگاهی

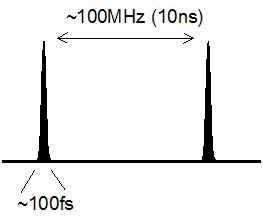
پالس لیزر فمتوثانیه

## انواع لیزرهای فمتوثانیه
از انواع این لیزرها می‌توان به موارد زیر اشاره کرد:
لیزرهای بالکی(Bulk Lasers):
لیزرهای بالکی حالت جامد قفل شده مُد انفعالی(Passively mode-locked solid-state bulk lasers) می‌توانند پالس‌های فوق کوتاه با کیفیت بالا را تولید نمایند که طول پالس آن‌ها بین ۳۰ فمتوثانیه تا ۳۰ پیکوثانیه است، انواع مختلف لیزرهای دیود پمپی مثل لیزرهای دیودی دوپ شده محیط بهره توسط نئودیمیوم یا یتربیوم، این ویژگی‌ها را دارا می‌باشند، لیزرهای تیتانیوم سفایر با جبران پراکندگی خوب نیز برای تولید پالس‌های زیر ۱۰ فمتوثانیه مناسب هستند و از جمله لیزرهای بالکی فمتوثانیه به حساب می‌آیند، نرخ تکرار این لیزرها بین ۵۰ تا ۵۰۰ مگاهرتز است.
لیزرهای فیبری(Fiber Lasers):
لیزرهای فیبری انواع مختلفی دارند که همهٔ آن‌ها طول پالسی بین ۵۰ تا ۵۰۰ فمتوثانیه دارند و هم چنین نرخ تکرار آن‌ها بین ۱۰ تا ۱۰۰ مگاهرتز است و متوسط قدرت آن‌ها از مرتبه چند میلی وات است؛ این لیزرها می‌توانند متوسط قدرت قابل توجهی و هم چنین انرژی پالس بالایی کسب کنند که از جمله این لیزرها می‌توان به لیزرهای فیبری پالس کشیده (stretched-pulse fiber lasers) یا لیزرهای similariton اشاره کرد.
لیزرهای دای(Dye Lasers):
تا قبل از به وجود آمدن لیزرهای تیتانیوم سفایر، لیزرهای دای انتخاب اول برای تولید پالس‌های فوق کوتاه بودند، طول پالس این لیزرها چیزی حدود ۱۰ فمتوثانیه است و انواع مختلف آن می‌توانند در طول موج‌های مختلف کار کنند که بیشتر در طول موج‌های مرئی کار می‌کنند.
لیزرهای فمتوثانیه انواع مختلف دیگری هم دارند که از مهم‌ترین آن‌ها می‌توان به لیزرهای نیمه رسانا، لیزرهای الکترون آزاد و غیره اشاره کرد.